# Christian Friedrich Gottlieb Schwencke
Christian Friedrich Gottlieb Schwencke (* 30. August 1767 in Wachenhausen im Harz; † 27. Oktober 1822 in Hamburg) war ein deutscher Komponist, Pianist und Herausgeber musikalischer Werke. Von 1789 bis 1822 war er Kantor am Johanneum und Direktor der Kirchenmusik in Hamburg.

## Leben

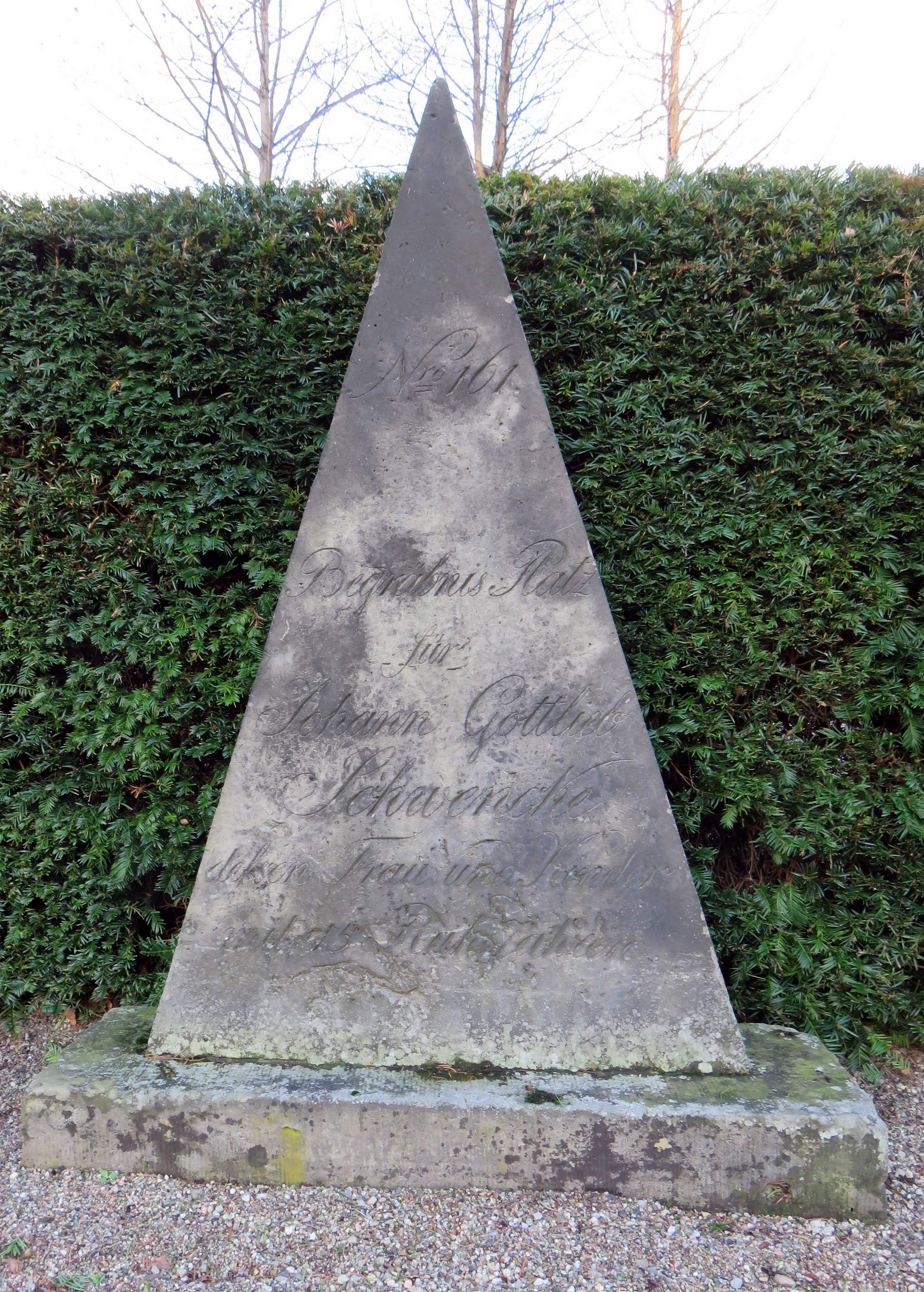
Familiengrabmal Freilichtmus. Heckengarten, Friedhof Ohlsdorf

Sein Vater Johann Gottlieb Schwencke war Militärfagottist und später Ratsmusiker in Hamburg. Bei ihm erhielt Christian Friedrich Gottlieb seine musikalische Ausbildung, während er in Hamburg das Johanneum und das Akademische Gymnasium besuchte. 1779 trat er das erste Mal als Pianist in einem Konzert seines Vaters auf. Er war als Knabensänger in der Kirchenmusik tätig, die vom Kantor Carl Philipp Emanuel Bach versehen wurde. Nach dem Stimmbruch war er dort Klavierbegleiter. Bei ihm lernte Schwencke auch Kompositionen von dessen Vater Johann Sebastian Bach kennen. Seit 1782 setzte Schwencke seine musikalischen Studien bei Johann Philipp Kirnberger und Friedrich Wilhelm Marpurg in Berlin fort. Außerdem trat er als Klavier- und Orgelvirtuose auf. 1787 ging er nach Leipzig, um Mathematik zu studieren. Im folgenden Jahr setzte er sein Studium in Halle fort. Am 1. Oktober 1789 wurde er als Nachfolger Carl Philipp Emanuel Bachs zum Kantor des Johanneums und Hamburger Musikdirektor gewählt. Seine Bezüge wurden jedoch gegenüber seinem Vorgänger deutlich gekürzt, da der Rat sparen wollte. Die geringe finanzielle Ausstattung der Kirchenmusik waren auch Grund wiederholter Klage von Schwencke. Er übte dieses Amt bis zu seinem Tod 1822 in Hamburg aus.  Nach seinem Tod wurde die Stelle des Kantors nicht wieder besetzt.
Schwenckes Söhne Johann Friedrich (1792–1852) und Carl (1797–1870) waren ebenfalls als Komponisten und Musiker tätig. Nach Schwencke ist die Schwenckestraße in Hamburg-Eimsbüttel benannt.
Seine nachgelassene Bibliothek und „Sammlung von Musikalien aus allen Fächern der Tonkunst“ wurde im August 1824 versteigert.

## Werk
Schwenckes Kompositionen sind nur teilweise erhalten. Er schuf Kantaten und Oratorien sowie Instrumentalmusik, zwei Klavier- und ein Oboenkonzert, sechs Fugen für Orgel sowie Klavier- und Violinsonaten. Überregional bekannt wurde seine Vertonung des Vaterunser von Friedrich Gottlieb Klopstock, das auch auf dessen Beisetzung erklang. Ebenso vertonte er dessen Ode „Der Frohsinn“.
Schwencke besaß einige Autographe von Johann Sebastian Bach, dessen Wohltemperiertes Klavier er als einer der Ersten herausgab. Daneben gab er weitere Werke von Bach und Georg Friedrich Händel in den Druck. Die Musik von Wolfgang Amadeus Mozart förderte er durch mehrere Aufführungen in Hamburg. Seit 1799 war Schwencke auch Beiträger zur Allgemeinen Musikalischen Zeitung.